# انتخابات سراسری

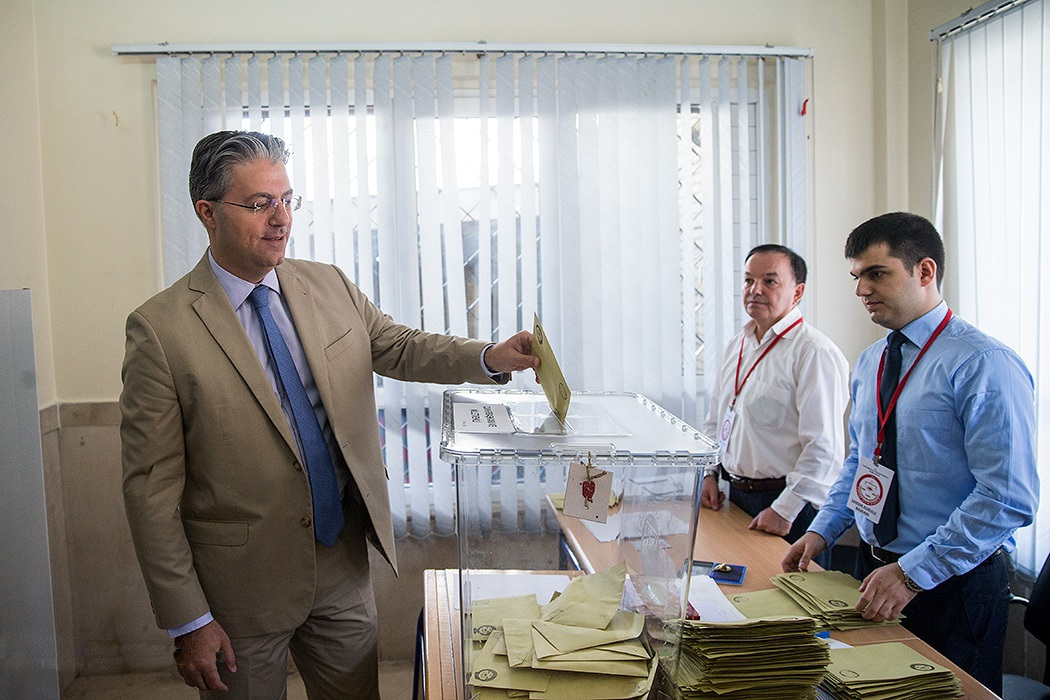
انتخابات ریاست جمهوری و پارلمانی ترکیه يکشنبه ۲۷ خرداد ۱۳۹۷

انتخابات سراسری به نوعی از انتخابات گفته می‌شود که طی آن همه یا بخشی از یک نهاد سیاسی برگزیده می‌شوند. این انتخابات‌ها معمولاً برای گزینش اعضای نهاد قانونگذاری کشورها کاربرد دارند. وجه تسمیه «سراسری» برای این انتخابات از این جهت است که تمام یا بخشی از قوه‌های مقننه و مجریه توسط این انتخابات برگزیده می‌شوند.
در نظام‌های ریاستی انتخابات سراسری همزمان برای انتخاب رئیس‌جمهور و یک طبقه یا تمام اعضای نهاد قانونگذاری (پارلمان) کاربرد دارد. اما در نظام‌های پارلمانی، انتخابات سراسری برای برگزیدن اعضای پارلمان است که در نهایت نخست‌وزیر را از میان خود انتخاب می‌کنند.
این نوع انتخابات ریشه در انتخابات مجلس عوام بریتانیا دارد.